# 安娜·伯内特
安娜·伯内特（英語：Anna Burnet，1992年9月27日—），英国女子帆船运动员。她曾代表英国参加2020年夏季奥林匹克运动会帆船比赛，联同约翰·吉姆森获得混合双人诺卡拉17型银牌。